# Красноселье (Тамбовская область)
Красносе́лье — село в Тамбовском районе Тамбовской области России. Входит в состав Новосельцевского сельсовета.

## География
Село находится в центральной части Тамбовской области, в лесостепной зоне, на берегах реки Криуши, к северу от автодороги 68Н-075, на расстоянии примерно 45 км (по прямой) к юго-западу от Тамбова, административного центра области и района. Абсолютная высота — 143 м над уровнем моря.

### Климат
Климат умеренно континентальный, относительно сухой, с холодной продолжительной зимой и тёплым летом. Средняя температура воздуха самого холодного месяца (января) — −11,3 °C; самого тёплого месяца (июля) — 20,4 °C. Безморозный период длится 142—147 дней. Среднегодовое количество атмосферных осадков составляет 510 мм, из которых 292 мм выпадает в период с апреля по октябрь. Продолжительность залегания снежного покрова составляет в среднем 134 дня.

### Часовой пояс
Село Красноселье, как и вся Тамбовская область, находится в часовой зоне МСК (московское время). Смещение применяемого времени относительно UTC составляет +3:00.

## Население
| 2010 |
| ---- |
| 6    |

### Половой состав
По данным Всероссийской переписи населения 2010 года в гендерной структуре населения мужчины составляли 50 %, женщины — соответственно также 50 %.

### Национальный состав
Согласно результатам переписи 2002 года, в национальной структуре населения русские составляли 100 % из 20 чел.

## Известные уроженцы
- Сарнычев, Николай Максимович (1921—1947) — советский военнослужащий, старшина. Полный кавалер ордена Славы.